# とかち型巡視船
とかち型巡視船（英語: Tokachi-class patrol vessel）は、海上保安庁が運用していた巡視船の船級。分類上はPS型（1968年にPMに種別変更）、公称船型は350トン型。

## 来歴
海上保安庁創設時、日本は連合国軍占領下にあったため、第一世代の国産巡視船は、いずれも連合国軍最高司令官総司令部（GHQ）の命令によりアメリカ沿岸警備隊のものに基づいて設計されていた。このため、必ずしも日本周辺海域の海況等条件に適合したものではないことも多かった。このため、1952年（昭和27年）のサンフランシスコ平和条約発効によって日本国が主権を回復すると、さっそく翌年の昭和28年度より、海上保安庁独自の設計による巡視船の整備が開始された。
同年度計画では、待望の大型巡視船（PL）として1,200トン型が盛り込まれたほか、占領下で建造された450トン型PMおよび270トン型PSの代替として、600トン型PMおよび350トン型PSが計画された。しかし海保側の予想以上に査定が厳しく、1,200トン型PLと600トン型PMはすべて削除され、350トン型PSのみが相当のスペックダウンのうえで建造された。これが本型である。

## 設計
前任にあたる270トン型PSは、当初GHQからの要求により、アメリカ沿岸警備隊のアクティブ級巡視船をタイプシップとした240トン型として計画されたところ、日本近海の海況に堪えられるか海保側が危ぶんだことから30トン大型化されたという経緯があったが、実際に就役してみると、それでもなお堪航性の不足が問題視されるようになっていた。
このことから本型では、船型を拡大するとともに、堪航性向上のために船首部の乾舷を高くとった前甲板隆起（レイズド・デッキ）型が採用されている。北方配備が予定されていたことから、流氷中の航行を想定し、船首尾部に中間肋骨を入れるとともに外板板厚を2ミリ厚くして、耐氷構造とした。また蒸気サーモタンク方式（温風送風式）の暖房を施すとともに、機関室には自動発停ポンプを設け、清水および海水重力タンクを廃止するなど、凍結防止対策が講じられた。
本型より、GHQから課された速力制限から解放されたことから、当初計画では定格出力で18ノットの速力を発揮できるようにされていたが、上記の経緯によりスペックダウンされたため、将来的に増速機関の搭載を見込むこととし（実現せず）、実際には16ノットとなった。主機関としては、ネームシップでは池貝鉄工の4サイクルディーゼルエンジンである6MSB31S型（700馬力, 525 rpm）を両舷2軸に各1基配した。また2番船では、初めて過給器付き機関が搭載された。なお本型より、船内電源が交流化されている。
兵装としては、前任の270トン型と同様、後日装備によって60口径40mm単装機関砲を搭載した。

## 同型船一覧
| 計画年度   | #             | 船名   | 建造所 | 竣工          | 解役         |
| ---------- | ------------- | ------ | ------ | ------------- | ------------ |
| 昭和28年度 | PS-51 → PM-51 | とかち | 呉造船 | 1954年7月31日 | 1980年9月3日 |
| 昭和28年度 | PS-52 → PM-52 | たつた | 呉造船 | 1954年9月10日 | 1980年8月1日 |